# Дейнека Анатолій Іванович
Анатолій Іванович Дейнека (20 травня 1930, с. Рясне Краснопільського району Сумської обл. — 13 грудня 2018, Суми) — український архітектор, колишній головний архітектор Сумської області, лауреат премії Ради Міністрів СРСР, заслужений архітектор України. Член Національної спілки архітекторів України.
Автор відомого путівника по Сумській області «Пам'ятки архітектури Сумщини».

## Біографія
Анатолій Дейнека народився 20 травня 1930 року в селі Рясне Краснопільського (нині Сумського) району Сумської області. 1947 року вступає до Сумського хімтехнікуму (нині Сумський технікум харчової промисловості). У 1957 році закінчує Київський державний інженерно-будівельний інститут. Все подальше життя пропрацював у Сумах. Від простого архітектора Анатолій Іванович Дейнека дослужився до голови Управління будівництва та архітектури облвиконкому. З 1961 року — головний архітектор міста. У 1967 році Анатолія Дейнеку призначають заступником, а з 1969 по 2000 рік  — головним архітектором Сумської області. З 2000 року виходить на пенсію, однак не припиняє працювати. З 2006 по 2009 рр. — займав посаду головного архітектора проектів ТВМ АП «БББ».
Завдяки Анатолію Дейнеці в радянські часи у Сумах, вперше за стільки років, з'явився Генплан міста, який був нагороджений премією Ради Міністрів СРСР. Також Дейнека сформував так звану «архітектурну еліту» Сум. Довгий час Сумська область займала перше місце в Україні, де головні архітектори мали вищу архітектурну освіту.
Анатолій Іванович мав двох доньок, трьох онуків та двох правнуків.
Помер 13 грудня 2018 року в Сумах.

## Нагороди
- Заслужений архітектор України
- Орден Святого Володимира ІІ ступеня за проект по відбудові Пустовійтівської церкви Святої Трійці.
- Лауреат премії Ради Міністрів СРСР
- «За доблесний труд»
- «Ветеран праці»

## Найвідоміші роботи

### Автор проектів
- «Дзвін скорботи» в с. Нова Слобода Сумської обл. (2005)
- Палац шлюбу та сім'ї (конкурсний проект 2005 року)
- Благоустрій привокзальної площі в м. Тростянець
- Монумент танкістам у пам'ять битви під Штепівкою в 1943 р. (Лебединський район, 1969)
- Сумський сквер імені героя громадянської війни І. Ф. Федька (1968)
- Дитяча зона Сумського міського парку (1959—1960)

### Як співавтор проектів
- «Слава героям Сумщини» (1967)
- Пам'ятник П. І. Чайковському (1983)
- Церква Олександра Невського (с. Гребениківка, недобудована)
- Надбрамна Покровська церква Софроніївського монастиря (2005, реставрація)